# Microsorum submarginale
Microsorum submarginale är en stensöteväxtart som beskrevs av M. Kato, Darnaedi och K. Iwats. Microsorum submarginale ingår i släktet Microsorum och familjen Polypodiaceae. Inga underarter finns listade.